# Riding Bean
Riding Bean (яп. ライディング・ビーン райдингу бин) — манга Кэнъити Соноды, которая публиковалась в журнале Monthly Comics Noisy, и созданное по её мотивам аниме в формате OVA. Является спин-оффом манги Gunsmith Cats.
В мае 2018 года Сонода при помощи Kickstarter начал сбор средств на создание нового аниме, которое будет содержать элементы и Riding Bean, и Gunsmith Cats.

## Сюжет
Бин Бандит с напарницей Ралли Винсент за приличную сумму работает перевозчиком по найму в Чикаго, развозя клиентов и доставляя товары на спортивной машине «Роудбастер». Однажды, когда к ним обращаются для сопровождения девочки Челси до её дома, им неведомо, что на самом деле их подставляют предыдущие клиенты — Семмерлинг и Кэрри, которые тем временем находятся в бегах с захваченным отцом Челси и деньгами для выкупа.

## Персонажи
Бин Бандит
Сэйю: Хидэюки Танака
Ралли Винсент
Сэйю: Наоко Мацуи
Семмерлинг
Сэйю: Мами Кояма
Кэрри
Сэйю: Мэгуми Хаясибара
Челси Гримвуд
Сэйю: Тиэко Хонда
Джордж Гримвуд
Сэйю: Дзюн Хадзуми
Перси Бакарак
Сэйю: Кэй Томияма

## Критика
Рецензент сайта Anime News Network Майк Крэндол отметил превосходное качество анимации в автомобильных погонях и похвалил произведение за привлекательных главных героев. Минусом критик назвал лесбийскую подоплёку в отношениях между Семмерлинг и Кэрри, которую он счёл неуместной для данной работы, хотя и не умаляющей её достоинства. Обозреватель сайта THEM Anime Reviews Рафаэль Си также отнёс качество анимации и персонажей к плюсам аниме. Однако, по его мнению, концовка говорит о том, что у сценаристов, скорее всего, попросту закончились идеи для наиболее удачной кульминации. Си дал аниме оценку 3 из 5. Крис Беверидж из The Fandom Post поставил OVA оценку B+.